# Chiesa di San Leone Magno (Firenze)
La chiesa di San Leone Magno è un luogo di culto cattolico che si trova a Firenze in via Beata Angela, contrada di via Senese, zona Due Strade.

## Storia e descrizione
L'attuale edificio fu costruito nel 1972 dall'ingegner Luigi Lucherini in sostituzione della chiesa a tre navate edificata nel 1887 dall'architetto Salvatore Pirisini per i Frati Minori Francescani; essa era stata abbattuta dopo che aveva avuto, nel 1964, un cedimento a seguito di smottamenti del terreno. La parrocchia ebbe il titolo di San Leone Magno (in omaggio a papa Leone XIII) e fu eretta nel 1937.
La nuova chiesa, edificata in via della beata Angela da Foligno (1248-1309) e consacrata nel 1975. Dal 1991 non è stata più officiata dai Francescani, ma da un parroco diocesano, fino all'ottobre del 1999, anno dal quale la chiesa e la parrocchia sono rette dai Padri dell'Ordine religioso di Santa Maria della Mercede (Mercedari).
L'interno ha la forma di una conchiglia con abside circolare, al centro della quale è l'altare maggiore e tutt'attorno è lo spazio disposto ad anfiteatro per i fedeli. Vi sono conservate due opere provenienti dalla distrutta chiesa ottocentesca: una Immacolata Concezione di Alessandro Franchi e una Madonna del Rosario di Giuseppe Catani Chiti, realizzate entrambe per la precedente chiesa a seguito dell'invito, nel 1891, dell'allora parroco Roberto Razzoli, nell'ultimo decennio dell'Ottocento.

## Altre immagini

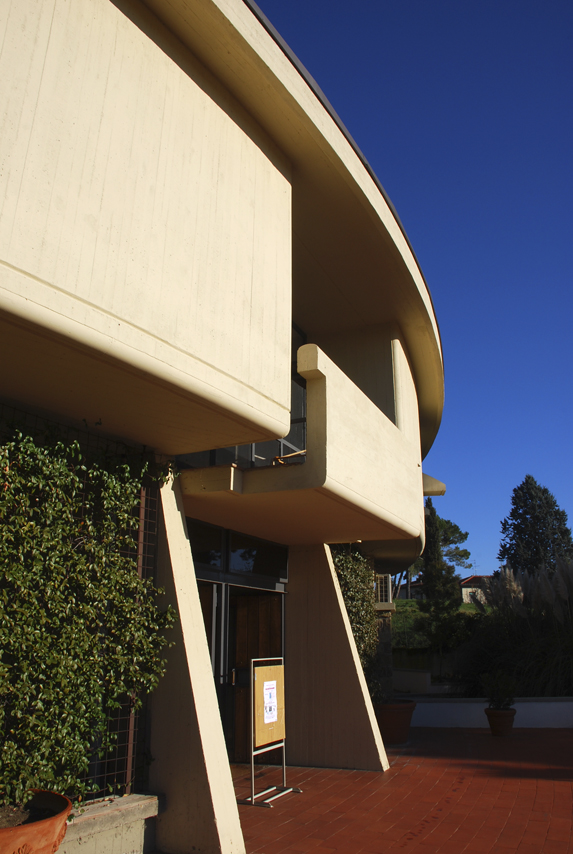
Porta principale
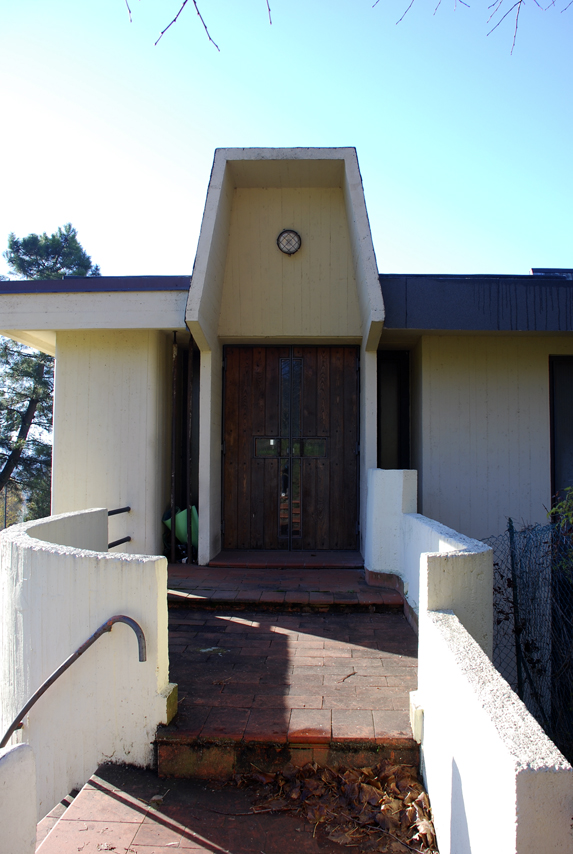
Entrata secondaria
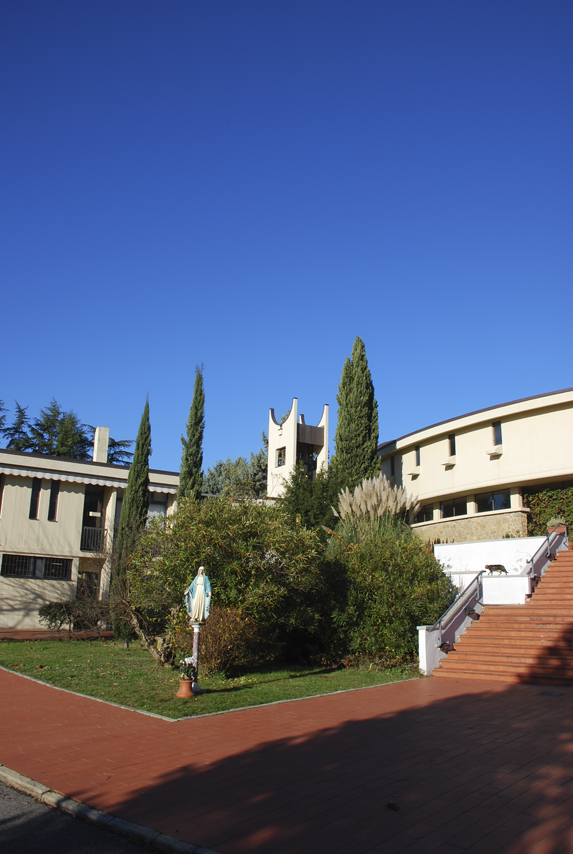
Il campanile